# Wojciech Jaruzelski
Wojciech Witold Jaruzelski (ˈvɔjt͡ɕɛɣ ˈvitɔlt jaruˈzɛlskʲi), (Kurów, 1923. július 6. – Varsó, 2014. május 25.) lengyel katona és politikus, 1985–1989 között az Államtanács elnöke, 1989-ben a Lengyel Népköztársaság elnöke, 1989–1990-ben a harmadik lengyel köztársaság első elnöke. Személye ellentmondásos és viták tárgya. Nevéhez fűződik a hadiállapot kihirdetése 1981. december 13-án, a lengyel piaci szocializmus bevezetése, a Szolidaritás Független Szakszervezet működésének engedélyezése és az ország rendszerváltásának tulajdonképpeni végrehajtása.

## Gyermekkora
Wojciech Jaruzelski kelet-lengyelországi földbirtokos nemesi családból származott. Gyerekkorában katolikus neveltetésben részesült, Varsóban egyházi iskolába járt.
Élete 1939 szeptemberében érkezett fordulópontjához, amikor Sztálin a Molotov–Ribbentrop-paktum értelmében annektálta Lengyelország keleti felét. A kommunista megszállás elől Jaruzelski családja Litvániába menekült. Miután a Szovjetunió megszállta a balti államokat is, a délnyugat-szibériai Bijszkbe deportálták őket. Édesapja az NKVD koncentrációs táborából való szabadon bocsátását követően vesztette életét.
Amikor a szovjetek elkezdték a lengyel egységek felállítását a Vörös Hadseregen belül, Jaruzelski a legelső önkéntesek egyike volt. Lovas felderítőként szolgált, a második világháború végén részt vett Berlin ostromában is.

## Katonai és politikai karrierje
A háborút követő években katonai iskolákat végzett, 1947-ben csatlakozott a Lengyel Munkáspárthoz, a Lengyel Egyesült Munkáspárt elődjéhez.
1960-ban vette feleségül Barbara Jaskólskát. Egyetlen közös gyermekük Monika Jaruzelska (1963).
1960 és 1965 között a hadsereg politikai főcsoportfőnöke, majd 1968-ig vezérkari főnöke volt. 1962-től ezzel párhuzamosan betöltötte a nemzetvédelmi miniszterhelyettesi tisztséget egészen 1968-ig, amikor nemzetvédelmi miniszterré nevezték ki. 
1964-ben a Központi Bizottság tagja lett.
Az 1968-as prágai tavasz idején ő vezette a Csehszlovákia elleni intervencióban részt vevő lengyel katonai erőket.
1970-ben tagja volt a Władysław Gomułka elleni összeesküvésnek, ami után Edward Gierek lett a párt első titkára. Ugyanabban az évben részt vett a munkássztrájkok mészárláshoz vezető, fegyveres leverésében.

### A hadiállapot kihirdetése
1981-ben egyszerre lett miniszterelnök és a párt főtitkára. Amikor a Lech Wałęsa vezette Szolidaritás Független Szakszervezet már olyan népszerűvé vált, hogy veszélyeztette a kommunisták hatalmát a szovjet érdekszférába tartozó országban, Jaruzelski tábornok 1981. december 13-án hadiállapotot hirdetett ki Lengyelországban (ami a szabadságjogok felfüggesztésén túl az utcák katonai megszállását, az országhatár és a repterek lezárását, valamint kijárási tilalom elrendelését, és a gyárak katonai ellenőrzés alá vonását jelentette, sőt statáriumot is bevezettek).
Az akcióban 1750 tank, 1400 páncélozott jármű, 500 gyalogsági könnyű harckocsi és 9 ezer gépkocsi fedezete mellett 70 ezer katona és 30 ezer belügyi fegyveres vett részt. A Varsóból kivezető utakon ellenőrző pontokat állítottak fel, de az állandó lakhelyet máshol is csak külön engedéllyel lehetett elhagyni. Ezalatt a televízióban és a rádióban csak Jaruzelski beszédét ismételték, és mivel minden sajtótevékenységet felfüggesztettek, kizárólag a Trybuna Ludu, a Lengyel Egyesült Munkáspárt, valamint a Żołnierz Wolności, a Lengyel Néphadsereg hivatalos lapja jelenhetett meg. A telefonvonalak egy hónapra elnémultak. A Szolidaritás több mint ötezer tagját tartóztatták le, zárták internáló táborokba, illetve ítélték el. A független szakszervezeti mozgalmat 1982. október 8-án törvényen kívül helyezték.
Jogászok szerint a „szükséges” hadiállapot bevezetése még az akkori, népköztársasági alkotmány rendelkezéseivel sem állt összhangban. Önigazolás szándékával írt könyveiben, valamint későbbi interjúiban Jaruzelski e tettét a szovjet katonai beavatkozás megelőzéseként, a kisebbik rossz választásaként magyarázza. A Borisz Jelcin oroszországi elnöksége alatt nyilvánosságra került akták azonban ennek ellenkezőjét bizonyítják: annak ellenére, hogy a szovjetek a helyzet gyors rendezését sürgetve folyamatos nyomást gyakoroltak a lengyel vezetésre, az afganisztáni beavatkozás után két évvel nem tervezték a katonai bevonulást. Ezzel a szovjet vezetés határozottan visszautasította a lengyel kommunisták kérését, és ragaszkodott ahhoz, hogy a Szolidaritás ügyét a lengyel kormány maga oldja meg.

### A rendszerváltás
Mihail Gorbacsov hatalomra kerülése és reformpolitikája újabb lökést adott a lengyelországi folyamatoknak. Az 1988 decemberi, országos sztrájkhullám végül tárgyalóasztalhoz kényszerítette a lengyelországi kommunista vezetést. Az 1989. február 6-tól április 15-ig tartó Kerekasztal-tárgyalások eredményei alapjaiban változtatták meg a lengyel társadalmat és a kormányzást is. Ismét legalizálták a Szolidaritást. A lengyel parlament alsóházában addig garantált 65%-ot élvező kommunisták a szabad választásokon még a relatív a többség megszerzésére sem voltak képesek.
Végül 1990-ben Jaruzelski lemondott elnöki címéről. Utóda Lech Wałęsa, a Szolidaritás vezetője lett.
1991. január 31-én nyugdíjba vonult.

## Nyugdíjas évei
Nyugalomba vonulását követően számos, a kommunizmus évei alatt elkövetett bűncselekmény vádjával kellett szembenéznie.
2005 májusában Putyin orosz elnök a náci Németország felett aratott győzelem 60. évfordulója alkalmából kitüntette Jaruzelskit.
2007-ben Lech Kaczyński lengyel államfő javaslatára törvénytervezet előkészítésébe kezdtek, melynek alapján megfoszthatják katonai rangjától és minden állami elismerésétől a Nemzeti Megmentés Tanácsa (WRON) egykori vezetőit, akik részt vettek a hadiállapot bevezetésében. 
Jaruzelski ellen két bírósági eljárás is folyt (mindkét perben más személyek ellen is vádat emeltek). Az egyik eljárás az 1970-ben lezajlott lengyelországi munkássztrájkok leverése miatt indult az 1990-es években, de ezt 2011-ben újra kellett kezdeni az egyik esküdt halála miatt, a per azonban nem tartott sokáig, mert júliusban fel kellett függeszteni az eljárást a fővádlott megromlott egészsége miatt.
A másik eljárás 2006 áprilisában kezdődött „kommunista bűncselekmény elkövetése" címén az 1981. december 13-án kihirdetett rendkívüli állapot bevezetése miatt, de ezt is fel kellett függeszteni 2012 augusztusában Jaruzelski egészségi állapota miatt.
2012-ben megműtötték az addig kemoterápiával kezelt politikust. 2014. május 11-én agyvérzést kapott, majd 25-én elhunyt.

## Műve magyarul
- A szocialista megújulásért; vál., ford., jegyz. Domány András; Kossuth, Bp., 1985